# Кандава
Ка́ндава (латыш. Kandavaо файле, ранее Кандау, нем. Kandau) — город в западной части Латвии, в составе Тукумского края.

## История
Название «Кандава», вероятно, происходит из ливского языка (Candowe — место около воды или в углу), что соответствует географическому положению Кандавы в излучине Абавы. Кандавский куршский замок, который был одним из центров земли Ванема, и поселение возле большого прусского тракта на правом берегу долины Абавы существовали уже в X—XII вв.
Кандава впервые упоминается в 1230 году в договоре между правителями 9 округов Восточной Курземе и домским капитулом рижской церкви святой Марии, Орденом меченосцев, Рижским ратом. Последний раз Кандавский куршский замок упоминается в договоре папского легата Балдуина Альнского с куршами от 17 января 1231 года.
Согласно этому договору курши обязались покориться христианству и бороться против язычников, в обмен на это Курса сохраняла свою независимость и старые права. В 1245 году магистр Ливонского ордена Д. фон Грюнинген с войском вторгся в Курсу и захватил землю Ванема, в которое входила Кандава, после чего эта местность стала называться «Мирной Куронией» (Vredecuronia).
В 1366 и 1397 годах Кандава упоминается как opidum — укреплённый населённый пункт. В 1496 и 1499 годах она уже называется Hakelwerk (местечко); это говорит о её росте. Известно 17 фамилий фогтов Кандавского замка с 1383 по 1560 год.
В 1560 году, после того как Ливонский орден распался, Курляндия стала герцогством. Во времена Курляндского герцогства (1561—1795 гг.) округом Кандау, Цабельн и Тальсен управлял кандавский гауптман, резиденция которого находилась в Кандавском замке.
Местечко переживало расцвет в XVII веке, при правлении герцога Якоба, когда были созданы мануфактуры, где ткали льняное полотно, варили селитру, и пороховая мельница.
Во время Северной войны Кандава была сильно разрушена. В 1710 году в городе разразилась эпидемия чумы, жертвой которой стали почти все жители. В последующем город пришлось возрождать практически заново.
До 1949 года Кандава входила в состав Талсинского уезда, в 1950—1959 годах являлась центром Кандавского района, в 1959—2009 годах входила в Тукумский район. С 1999 по 2021 год Кандава являлась административным центром Кандавского края.

## География
Расположен на берегу реки Абава между Северо-Курземской и Восточно-Курземской возвышенностями, в 95 км от Риги. Население 3763 человека (2019).

## Достопримечательности
В небольшом городке и его окрестностях много интересных культурно-исторических объектов, а участок древней долины Абавы между Кандавой и Сабиле называют «Курземской Швейцарией». Берега Абавы в Кандаве соединяет каменный мост длиной 66 м, один из старейших в Латвии (1873 г.).
Кандава относится к городам с самым большим процентом каменных построек. Причиной этого раньше являлись частые пожары, от которых жители пытались обезопасить себя каменными стенами. У рыночной площади находится могильный холм, окружённый стенами и обсаженный деревьями. Креста и надгробия там нет, но дожди часто размывают многочисленные брошенные в беспорядке кости. Среди останков часто находят разные предметы старины, такие как бронзовые бусы, украшения из раковин и т. д. В Кандаве находится серный источник.
В городе находится лютеранская церковь, построенная в 1730—1736 годах (32-метровая колокольня создана в 1889 году). В церкви имеются алтарная картина работы К. Арнольди «Христос на кресте» (1855 г.), а также кафедра и исповедальная скамья работы резчика по дереву Мертенса (1730-е гг.), две деревянные скульптурные группы XVII века («Злодей» и «Голгофа») и орга́н (создан в 1864 году).
В восточной части города расположено озеро Тетериню.

Кандавский мост через Абаву

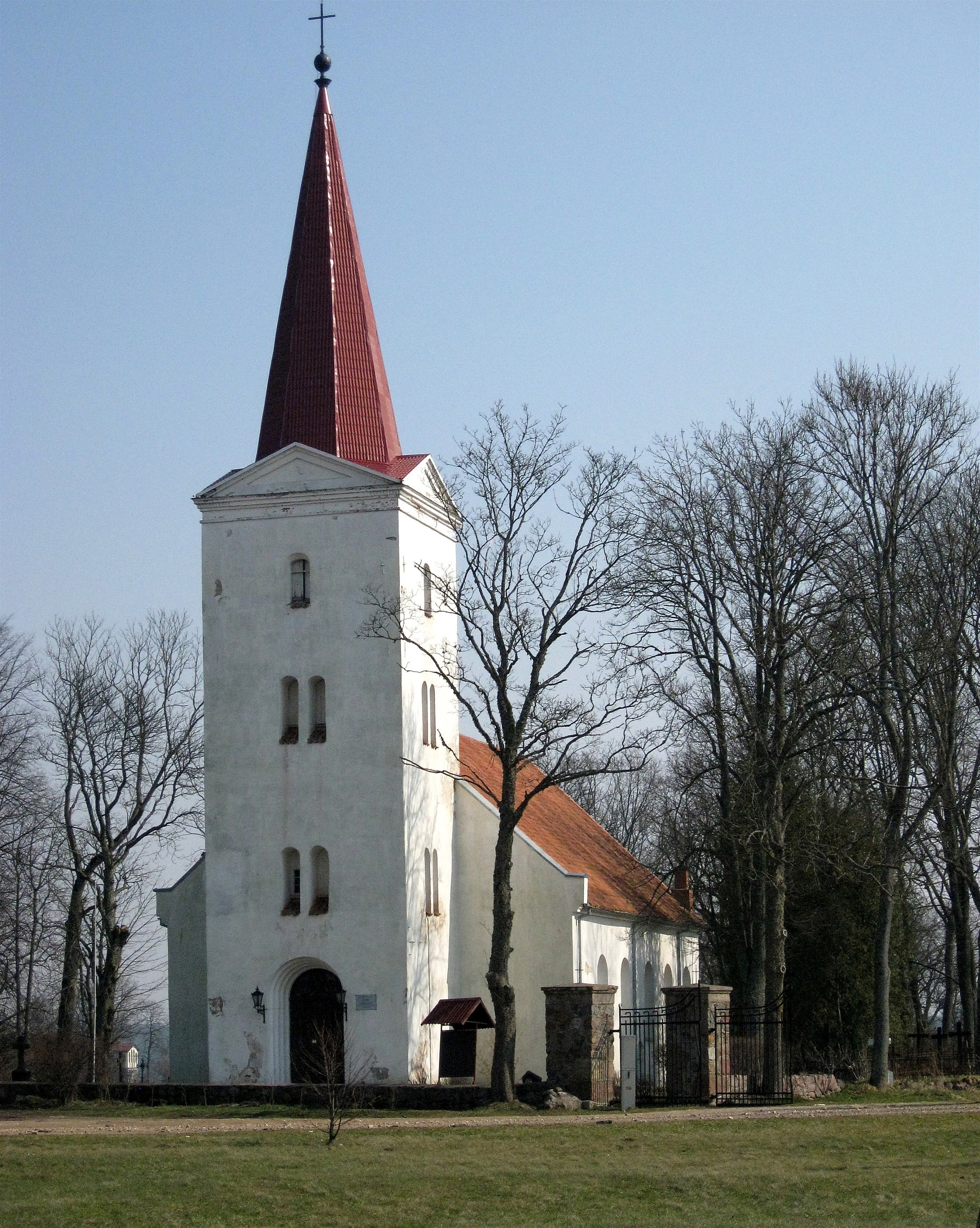
Кандавская лютеранская церковь

### Куршское городище Кандавы
Улица Лиела приводит в древнюю долину Абавы, на улицу Абавас. На её северной стороне, примерно в 200 м в сторону шоссе Рига — Вентспилс, возвышается Кандавское городище. На этом месте (называемый Городищем предков, Кроватью чёрта, иногда Базнискалнс) стоял куршский замок — один из центров земли Ванема. Впервые этот дворец упомянут в договоре 1230 года, в котором курши обещали креститься.

### Кандавский замок
В середине XIII в. Ливонский орден построил в Кандаве каменный замок. Исторические источники сходятся во мнении, что строительство замка началось около 1253 года магистром ордена Эберхардом фон Зайне, а заканчивалось Буркхардом фон Хорнхаузеном в конце 1250-х годов. Замок в ту пору был предназначен для резиденции окрестного мирового судьи. Во время правления Ливонского ордена здесь сменилось 17 таких судей. В их обязанности входил надзор над округами Кандавы, Сабиле и Талсинского района, сбор податей, свершение суда и прочие удовольствия. Фамилии судей можно найти в книге «Талсинский округ» (Рига, 1935—1937). Кандаву обкладывали особенным сбором — медовым, так как в окрестностях её было изрядное количество пасек. Ежегодно монахам Кулдигского конвента следовало сдавать 3 берковца (491 кг) мёда.
После Северной войны замок пришёл в аварийное состояние. В 1840 году было разрешено снести часть стен замка; многие камни использовались для строительства фундаментов новых домов. После 1898 года, когда территорию городища передали местному самоуправлению, там разбили парк. Рядом с Пороховой башней в 1935 году посадили рощу Единства (Vienibas birze).
Сегодня развалины замка находятся в начале улицы Лиела, по её правой стороне. Трудно судить о том, как выглядел замок тогда — до наших дней дошли только обрывки информации о его обустройстве, а с имеющейся акварели, написанной в 1794 году, на нас смотрят уже только развалины. Самая значительная работа в этой области принадлежит перу Карла фон Левиса, который опубликовал в 1903 году результаты своих исследований, в числе которых был и предполагаемый план обустройства замка.
По результатам раскопок, замок был построен на вершине основного берега древней долины реки Абава. Здесь находился небольшой выступ длиной 140 метров и 50 метров шириной. По краям выступа проходила крепостная стена с толщиной стены 1,1—1,5 метра. В центре выступа находился главный замок 34,2 × 31,5 метра. Толщина стен достигала 1,8—2,0 метра. Замок был построен из валунов, а проёмы окон и дверей выложены кирпичом. В замке, вероятно, было несколько жилых корпусов.
В 25 метров восточнее главного замка находилась четырёхугольная башня размером 11,8 × 11,95 метра, сохранившаяся до настоящего времени. Она носит прозвание Пороховой (во времена герцога Якова здесь хранился порох). Толщина её стен в нижней части 1,75—1,9 метра, а в верхней — 1,5—1,6 метра. Башня имеет два этажа, но возможно, была выше. Между башней и главным замком был воздушный мост, от которого ничего не осталось.

## Население
Город был сильно разорён в годы Северной войны, а после эпидемии чумы (1710 г.) почти весь вымер.
| Годы      | ок.1650 | ок.1700 | 1710 | 1797 | 1810 | 1858 | 1892 | 1914 | 1920 | 1930 | 1935 | 1959 | 1979 | 1989 | 1997 | 2004 | 2019 |
| --------- | ------- | ------- | ---- | ---- | ---- | ---- | ---- | ---- | ---- | ---- | ---- | ---- | ---- | ---- | ---- | ---- | ---- |
| Население | ок.1000 | ок.600  | 2    | 439  | 300  | 896  | 2100 | 2300 | 1045 | 1628 | 1718 | 3553 | 4495 | 4631 | 4003 | 3816 | 3763 |

## Промышленность
Во времена герцога Якоба Кеттлера в Кандаве мололи порох, ткали лён и варили селитру.
До 1963 года в Кандаве находился производственный комбинат, выпускавший бочки для топлива, швейные изделия, производивший обжиг извести и кирпича, оказывавший бытовые услуги. Планировалось выделить из него производство машин сельскохозяйственного назначения с присоединением этого цеха к заводу «Елгавасельмаш». Это дало бы посёлку 30 рабочих мест, однако проблему безработицы не решало. Поэтому директор производственного комбината Петерис Даугавиетис обратился за помощью к председателю Совета Министров СССР А. Н. Косыгину с предложением разместить в Кандаве филиал крупного предприятия. Таким образом было принято решение о создании Кандавского радиозавода — цеха узлов Рижского радиозавода.
1 января 1975 года на базе цеха радиузлов основан Кандавский радиозавод во главе с Янисом Якобовицем. Предприятие уже выпускало готовую радиоаппаратуру — электрофоны, транзисторные портативные радиоприёмники.
С ростом потребности в конденсаторах переменной ёмкости Кандавский завод развернул их массовое производство в количестве до 2 млн штук в год, снабжая все радиозаводы Советского Союза. Конденсаторы также производились на организованных заводом филиалах в Талси, Тукумсе и Юрмале.
В 1993 году на заводе работало 900 человек. Силами предприятия были построены два производственных цеха, Дом культуры, пять многоквартирных благоустроенных жилых домов.
15 апреля 1991 года завод преобразован в акционерное общество Kandavas radiorūpnīca. Оно работало до 1999 года, когда была начата ликвидация предприятия, завершившаяся 10 марта 2003 года.

## Транспорт

### Автодороги
Через город проходит региональная автодорога P130 Лигас — Кандава — Веги. К Кандаве подходит региональная автодорога P109 Кандава — Салдус. Среди местных автодорог значима V1445 Тукумс — Кандава.

### Междугородное автобусное сообщение
Основные маршруты: Кандава — Рига; Кандава — Тукумс — Елгава; Кандава — Салдус; Кандава — Талсы; Кандава — Вентспилс; Кандава — Кулдига — Лиепая.

### Железная дорога
Железнодорожная станция Кандава находится в 7 км на северо-восток от города, на линии Вентспилс — Тукумс II.

## Известные уроженцы
- Карлис Миленбах (1853—1916) — латышский языковед, педагог, переводчик, один из основоположников латышского языкознания.
- Освальд Кюльпе (1862—1915) — психолог, основатель Вюрцбургской психологической школы.